# Grallaria squamigera
La pitta formichiera ondulata (Grallaria squamigera Prévost & Des Murs, 1842) è un uccello passeriforme appartenente alla famiglia dei Grallaridi.

## Descrizione
Gli esemplari adulti raggiungono mediamente una lunghezza di 22 cm. Ha la testa e la nuca di colore grigio, mentre ventre e fianchi presentano, su un fondo arancione, dei ciuffi di colore scuro, che formano delle bande ondulate. Le due sottospecie si distinguono per il colore del dorso, marrone in G. s. squamigera e grigio come la testa e la nuca in G. s. canicauda. Le zampe sono marroncine.

## Distribuzione e habitat
Specie endemica della catena andina centrale e settentrionale, è presente in Venezuela, Colombia, Ecuador, Perù e Bolivia. Il suo habitat naturale sono le foreste montane umide, tropicali o subtropicali, composte da piante dei generi Chusquea e Polylepis.
Vive abitualmente tra i 1850 m e i 3800 m di altitudine.